# Schiffssetzung von Borgholm

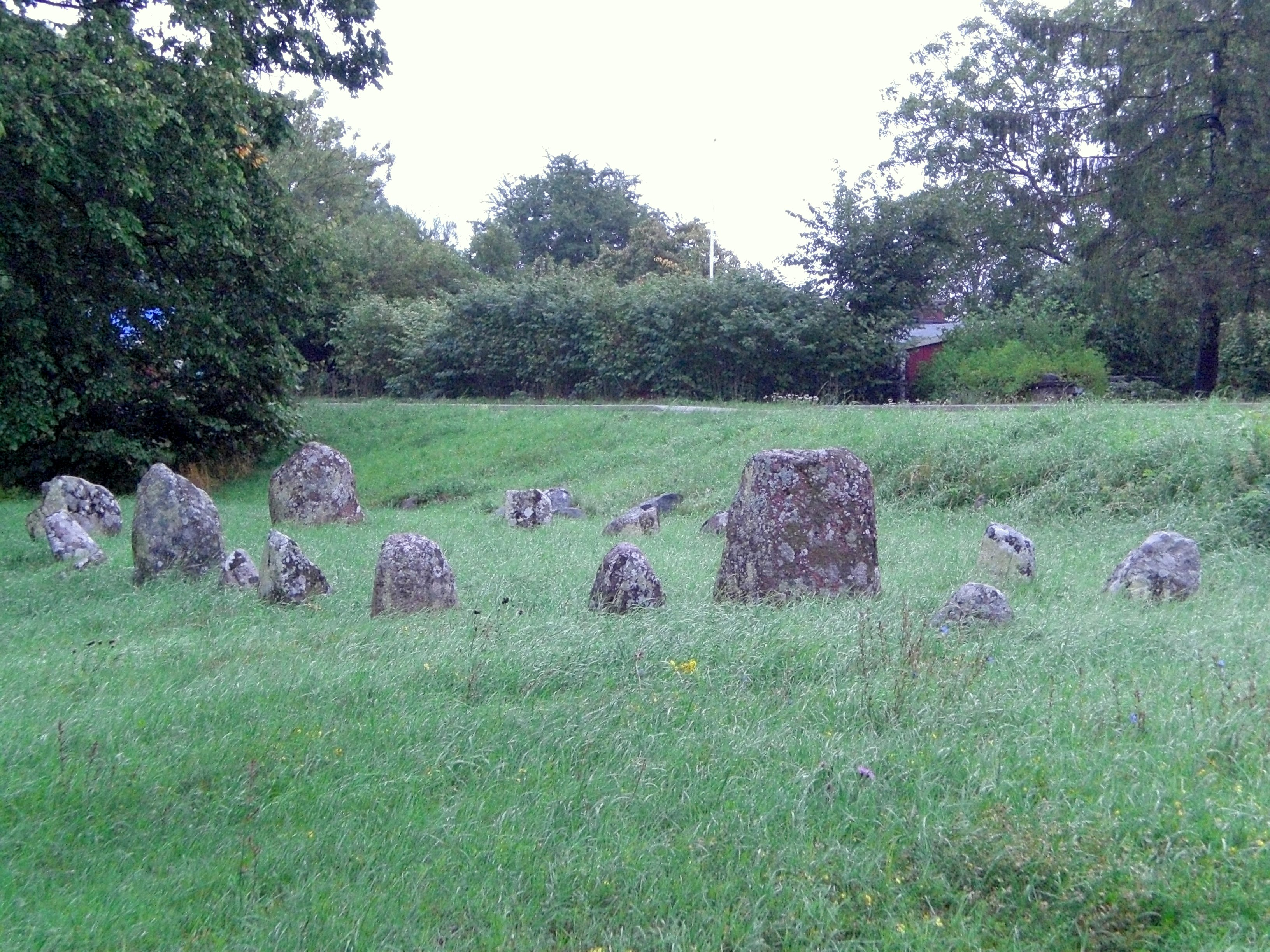
Schiffssetzung von Borgholm

Die Nordost-Südwest orientierte Schiffssetzung von Borgholm ist eine bronzezeitliche Grabanlage nahe der Stadt Borgholm auf der schwedischen Ostseeinsel Öland. Die etwa 16,0 × 4,0 m große Schiffssetzung (schwedisch skeppssättning) bestehend aus 19 Steinen, befindet sich unmittelbar westlich der von Borgholm in Richtung Köpingsvik führenden Landstraße 136. Der Vordersteven der aus Feldsteinen bestehenden Schiffssetzung zeigt nach Süden. Das Besondere an der Schiffssetzung ist das gerade Heck. Anfang des 20. Jahrhunderts fand man in einem bei dem Schiff befindlichen Grabhügel die Gebeine von sechs Menschen.
Bei Schiffssetzungen wurden die aufgerichteten Steine in Form eines Schiffes angeordnet. Die Borgholmer Anlage ist eine von etwa 30 ähnlichen Anlagen auf Öland. Bekannter ist das Gräberfeld von Gettlinge oder die Arche Noah auf Karums Alvar.